# ناتالیا دورادو
ناتالیا دورادو (اسپانیایی: Natalia Dorado‎؛ زادهٔ ۲۵ فوریه ۱۹۶۷) بازیکن هاکی روی چمن اهل اسپانیا است که در مسابقات کشوری و بین‌المللی در مجموع برندهٔ ۱ مدال طلا، ۱ مدال نقره شده‌است.